# Weltjugendtag 1995
Der Weltjugendtag 1995 fand in Manila, der Hauptstadt der Philippinen, vom 10. bis 15. Januar 1995 statt. Am Abschlussgottesdienst nahmen über vier Millionen Menschen teil. Damit war er eine der größten Versammlung in der Menschheitsgeschichte. Hymne war Tell the world of his love. Motto war „Wie mich der Vater gesandt hat, so sende ich euch“ (Joh 20,21 ). Ab dem 11. Januar 1995 war Papst Johannes Paul II. anwesend.
Das islamistische Terrornetzwerk Al-Qaida plante unter dem Namen Operation Bojinka die Sprengung von elf Passagiermaschinen, mehrere Selbstmordanschläge unter den Teilnehmenden und die Ermordung von Johannes Paul II. Die philippinischen Behörden konnten diese Pläne allerdings vereiteln.